# Рудняк Дмитро Геннадійович
Дмитро Геннадійович Рудняк (нар. 29 червня 1970, Суми, УРСР) — радянський та український футболіст, нападник та півзахисник, по завершенні кар'єри — футбольний тренер. Майстер спорту України з футболу.

## Кар'єра гравця

### Ранні роки. СБТС
Вихованець сумської «Зміни» (перший тренер — М. Абрамов) та харківського ХОСШІСП. Дорослу футбольну кар'єру розпочав 1990 року в складі ще аматорського сумського «Автомобіліста». Наступний сезон розпочав в іншому аматорському сумському клубі — Будівельнику, проте по ходу сезону повернувся до «Автомобіліста». В останньому розіграші Другої нижчої ліги чемпіонату СРСР зіграв 16 матчів та відзначився 2-а голами.
У кубку України дебютував 16 лютого 1992 року в переможному (1:0) домашньому поєдинку 1/32 фіналу проти тернопільської «Ниви». Дмитро вийшов на поле в стартовому складі та відіграв увесь матч. Дебютував за сумський клуб у Першій лізі 14 березня 1992 року в програному (0:3) виїзному поєдинку 1-о туру підгрупи 1 проти алчевської «Сталі». Рудняк вийшов на поле в стартовому складі та відіграв увесь матч. Дебютним голом за «Автомобіліст» відзначився 28 березня 1992 року на 25-й хвилині переможного (4:1) домашнього поєдинку 4-о туру підгрупи 1 проти дрогобицької «Галичини». Дмитро вийшов на поле в стартовому складі, а по ходу матчу його замінив Сергій Горькаєв. У сумському колективі провів два з половиною сезони, за цей час у Першій лізі зіграв 71 матч та відзначився 19-а голами, ще 5 матчів (1 гол) провів у кубку України.

### «Нафтовик» (Охтирка) та «Носта»
Під час зимової перерви сезону 1993/94 років перейшов до «Нафтовика». У новому клубі дебютував 27 березня 1994 року в нічийному (0:0) виїзному поєдинку 21-о туру Першої ліги проти чернігівської «Десни». Рудняк вийшов на поле на 77-й хвилині, замінивши Ігора Задорожного. Дебютним голом у футболці «нафтовиків» відзначився 30 червня 1994 року на 27-й хвилині (реалізував пенальті) переможного (4:2) виїзного поєдинку 39-о туру Першої ліги проти нікопольського «Металурга». Дмитро вийшов на поле в стартовому складі, а на 87-й хвилині його замінив Ігор Задорожний. У футболці охтирського клубу зіграв 73 матчі (7 голів) у Першій лізі та 2 поєдинки в кубку України.
По завершенні літньо-осінньої частини сезону 1995/96 років відправився в Росію, де підписав контракт з «Ностою». У Другому дивізіоні Росії зіграв 29 матчів та відзначився 3-а голами, ще 2 поєдинки провів у кубку Росії. По завершенні сезону залишив російський клуб.

### «Металіст» (Харків)
У 1997 році перейшов до «Металіста». Дебютував у футболці харківського клубу 14 березня 1997 року в переможному (1:0) домашньому поєдинку 24-о туру Першої ліги проти київського ЦСКА-2. Рудняк вийшов на поле в стартовому складі, а на 75-й хвилині його замінив Юрій Гурін. Дебютним голом за «Металіст» відзначився 20 квітня 1997 року на 65-й хвилині переможного (3:1) поєдинку 33-о туру Першої ліги проти «Буковини». Дмитро вийшов на поле в стартовому складі та відіграв увесь матч. Допоміг харків'янам за підсумками сезону 1997/98 рокі виграти бронзові медалі Першої ліги та завоювати путівку до Вищого дивізіону. 30 серпня 1998 року на 12-й хвилині переможного (4:2) домашнього поєдинку 9-о туру Вищої ліги проти полтавської «Ворскли» відзначився голом, який став 500-м для «Металіста» у вищих дивізіонах чемпіонату СРСР та України. У складі «Металіста» у чемпіонатах України зіграв 151 матч та відзначився 23-а голами, ще 14 матчів (2 голи) провів у кубку України. Також захищав кольори другої команди (14 матчів, 1 гол).

### Завершення професіональної кар'єри
На початку серпня 2002 року перейшов у «Спартак». Дебютував за сумський клуб 10 серпня 2002 року в поєдинку 1/32 фіналу кубку України проти «Гірник-спорту». Дмитро вийшов на поле в стартовому складі та відіграв увесь матч. У Першій лізі дебютував за сум'ян 16 серпня 2002 року в нічийному (1:1) домашньому поєдинку 6-о туру проти «Миколаєва». Дмитро вийшов на поле в стартовому складі та відіграв увесь матч, а на 68-й хвилині отримав жовту картку. Дебютним голом за «Спартак» відзначився 21 червня 2003 року на 20-й хвилині переможного (3:1) домашнього поєдинку 34-о туру Першої ліги проти франківського «Прикарпаття». Рудняк вийшов на поле в стартовому складі, а на 90-й хвилині його замінив Максим Панін. У команді провів півтора сезони, за цей час у Першій лізі зіграв 33 матчі та відзначився 3-а голами, ще 3 матчі (1 гол) провів у кубку України.
У 2004 році виступав за аматорський клуб «Шахтар» (Конотоп). Потім працював на тренерських посадах. Паралельно з цим виступав за ветеранську команду «Металіста» в чемпіонаті Харкова з футболу серед ветеранів. У 2009 році став срібним призером чемпіонату
У 2014 році зіграв 3 матчі за аматорський клуб «Барса» (Суми).

## Кар'єра тренера
По завершенні кар'єри гравця розпочав тренерську діяльність. З 2008 по 2009 рік допомагав тренувати ФК «Суми». У 2010 році перейшов до ФЦ «Барса». На даний час — старший тренер команди U-9.

## Освіта
Закінчив Донецький державний інститут здоров’я, фізичного виховання та спорту за спеціальністю «фізичне виховання».

## Досягнення
«Металіст» (Харків)
- Перша ліга чемпіонату України
  -  Бронзовий призер (1): 1997/98